# Registru imperial

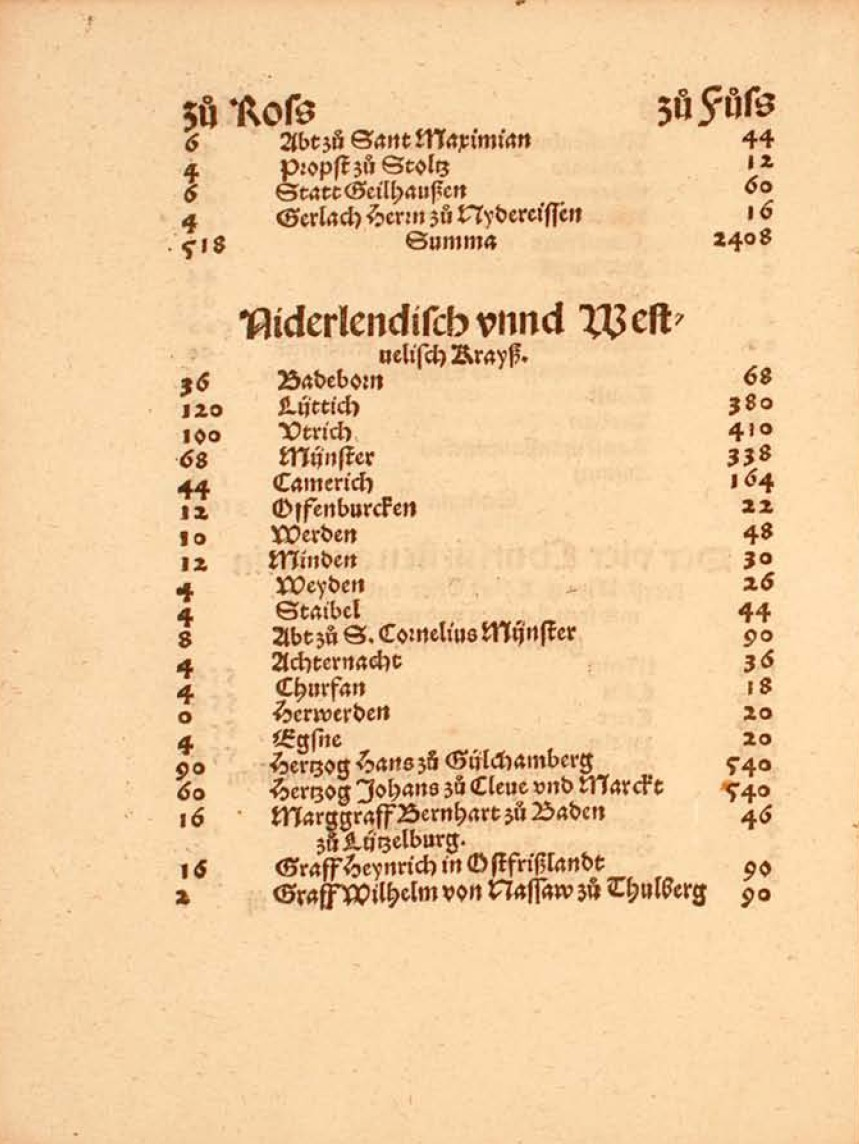
Contingentele călare și pedestre pe care „Districtul Olandez-Westfalic” trebuia să le furnizeze (copie a Registrului imperial din 1532, pagina 12)

Registrul imperial, numit și Registrul armatei, (în germană Reichsmatrikel sau Heeresmatrikel, în latină Matricula Imperii) era un registru în care erau înscrise stările imperiale ale Sfântului Imperiu Roman, contingente militare ce urmau să fie asigurate armatei imperiale și/sau contribuțiile financiare pentru întreținerea ei. Aceste înregistrări erau un indiciu important al - nu întotdeauna incontestabil – privitor la imediatitatea imperială a domeniilor și teritoriilor imperiale. Pentru cercetarea istorică, Registrul imperial este important deoarece conține toate stările imperiale deși conține și erori evidente.
Pentru prima dată la Dieta de la Nürnberg în 1422 a fost stabilită obligația de a furniza trupe armatei imperiale și mărimea lor a făcut obiectul unei liste. Primele districte imperiale au fost create în 1500 la Dieta de la Augsburg. Contingentele militare au fost menționate în Registrul imperial ca trupe ale acestor districte. Odată cu crearea celor patru noi districte imperiale în 1512, în „constituția districtului” au fost incluse, de asemenea, teritoriile ereditare austriece și teritoriile principilor electori. În Registrul „cel mai nou” al Dietei de la Worms din 1521 armata imperială simplă, numită „Simplum”, era formată din 4202 călăreți și 20 063 infanteriști, ulterior redusă, pentru simplificare, la 4000 sau 20 000 de oameni. Registrul imperial a fost reînnoit în 1532 datorită introducerii noii taxe, plătită de stările imperiale, ca ajutor pentru lupta împotriva turcilor, și din nou în 1663 pe baza hotărârilor cuprinse în documentul final de la Nürnberg. Ulterior constituția armatei (în germană Reichsheeresverfassung) din 1681 a stabilită definitiv componența armatei imperiale.